# 口上書
口上書（こうじょうしょ、英: note verbale）は、外交文書の一つであり、公式な信書である。

## 目的
国家間、もしくは国家と国際機関の間で交換（「発出」および「受領」）されるものであり、署名はされない（署名がされる文章は note signée と呼ばれる）。その内容は、簡単な事務連絡や援助・協力などへの謝意表明のほか、外交問題案件に対する事実確認や抗議意志の表明など様々で、外交文書としては頻繁かつ広く用いられている。

## フォーマット
口上書はほぼ英語もしくはフランス語で記述され、原本は原則非公開である。
書き出しはほぼ定型であり、
【発出者】 presents its compliments to 【受領者】, and has honour to 【口上書の目的】
との前書きに続き、パラグラフを改めて箇条書きなどで用件を簡潔に記述、最後に日付と発出地名で結ばれる。
日本国外務省が、日本語で口上書を記述する場合（国内での事務の便宜や、一般への公開のため等）も伝統的に、
と直訳風に記述される。